# 科纳克 (阿韦龙省)
科纳克（法語：Connac，法語發音：[kɔnak]）是法国阿韦龙省的一个市镇，属于罗德兹区。

## 地理
科纳克（44°1'12"N, 2°36'7"E）面积10.69 平方千米，位于法国奧克西塔尼大區阿韦龙省，该省份为法国南部内陆省份，位于法國中央高原南部，北起顺时针与康塔爾省、洛泽尔省、加尔省、埃罗省、塔恩省、塔恩-加龙省和洛特省接壤。
与科纳克接壤的市镇（或旧市镇、城区）包括：布拉斯克、布鲁斯堡、莱斯特拉德和图埃勒、蒙克拉尔、雷基斯塔。

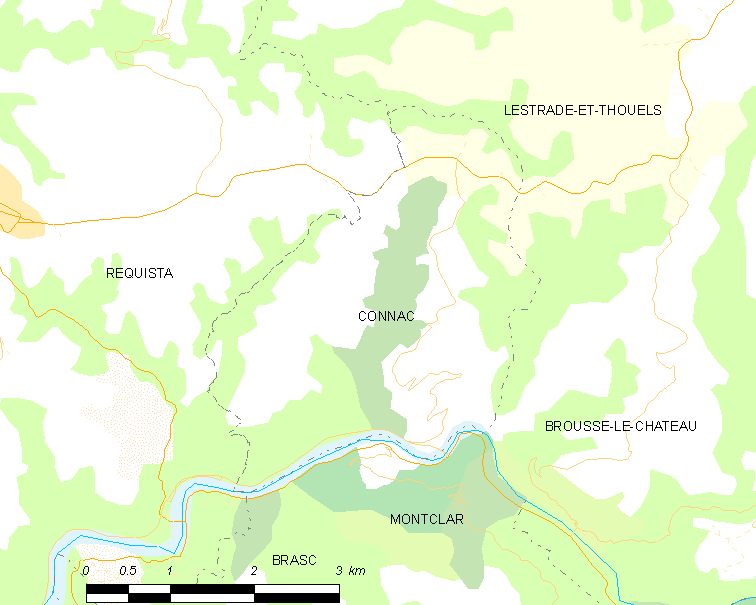
的OSM定位图

科纳克的时区为UTC+01:00、UTC+02:00（夏令时）。

## 行政
科纳克的邮政编码为12170，INSEE市镇编码为12075。

## 政治
科纳克所属的省级选区为雷基斯塔奈山县。

## 人口

1962-2008年间人口变化图示

科纳克于2022年1月1日时的人口数量为101人。